# James Bryant Conant
James Bryant Conant (26 de marzo de 1893 – 11 de febrero de 1978) fue un químico, administrador escolar y funcionario público estadounidense. Como presidente de la Universidad de Harvard promovió reformas que llevaron a esa centro educativo a un nivel de excelencia en investigación.

## Controversia
Como presidente de Harvard, Conant llevó a la administración a apoyar al régimen nazi de Hitler. Varios altos oficiales nazis visitaron el campus y pronunciaron discursos, incluyendo el discurso de graduados brindado por Ernst Hanfstaengl, mientras se restringía el ingreso de estudiantes judíos y la contratación de profesores de ese origen.
En palabras de los historiadores Morton y Phyllis Keller, «compartió el antisemitismo común a su grupo social y época histórica».